# کارانو
کارانو (به ایتالیایی: Carano) یک منطقهٔ مسکونی در ایتالیا است که در ترنتینو واقع شده‌است.

## خصوصیات
کارانو ۱۳٫۶ کیلومترمربع مساحت و ۹۵۸ نفر جمعیت دارد و ۱٬۱۰۰ متر بالاتر از سطح دریا واقع شده‌است.